# Pickle de nueces

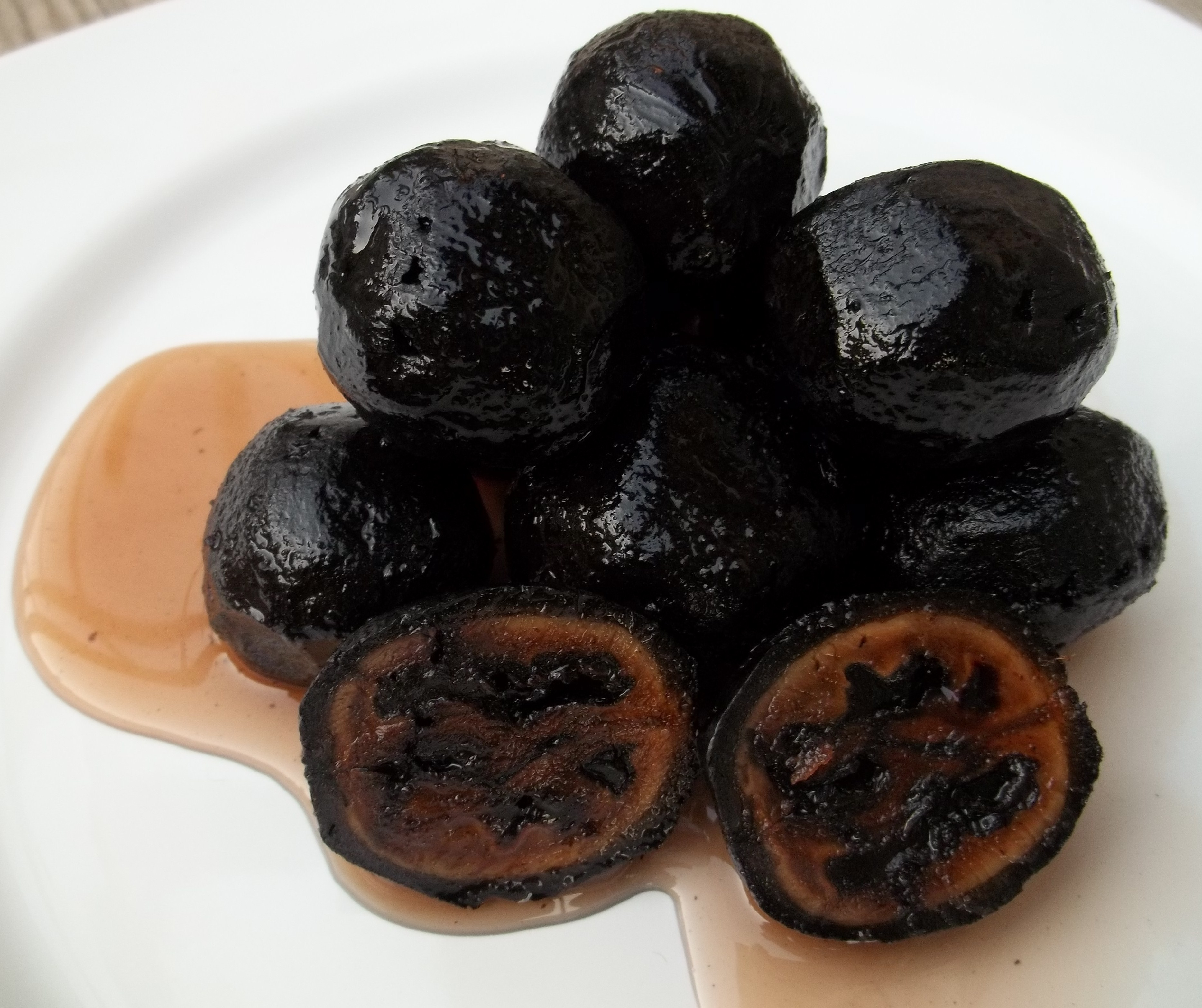
Pickle de nueces

El pickle de nueces es un tipo de encurtido tradicional inglés preparado con nueces. Se lo considera un muy buen acompañamiento de platos de pavo o jamón frío, o un trozo de queso azul. En la novela de Charles Dickens The Pickwick Papers existe una referencia a «una chuleta de cordero y un pickle de nuez» , como también en la obra de Evelyn Waugh titulada Brideshead Revisited.
El proceso de preparación de los pickles de nuez tarda poco más de una semana. Las nueces verdes se ponen en salmuera antes de encurtirlas. El tiempo de salmuera ayuda con la conservación y elimina parte del amargor de las nueces verdes.

## Historia
Los pickles de nueces han sido un manjar en Inglaterra desde al menos principios del siglo XVIII. Se mencionan en varias obras literarias.
El botánico Richard Bradley describe los pickles de nueces en su libro The Country Housewife and Lady's Director (1728):

El comienzo de este mes es el momento de encurtir nueces, porque entonces las nueces no han comenzado a descascararse, y además no son tan amargas ni huecas como lo serán después; ahora estarán en plena carne y no tendrás pérdida. Este método lo aprendí del señor Foord, un curioso caballero de Buckingham, y se ha sido demostrado es el mejor. De hecho, hay una cosa que debe tenerse en cuenta en este encurtido, y es que no a todos les gusta el sabor de la cebolla o el ajo; pero eso puede omitirse a elección, y reemplazarla por jengibre. [continúa la receta]

Charles Dickens en su obra The Pickwick Papers, publicada en 1836, indica en el capítulo 49:

Sin embargo, allí yacía, y he oído a mi tío decir, muchas veces, que el hombre que lo recogió dijo que sonreía tan alegremente como si se hubiera caído para darse un gusto, y que después de haberlo desangrado, los primeros tenues destellos de la animación que regresaba fueron sus saltos en la cama, estallando en una carcajada, besando a la joven que sostenía la palangana y pidiendo una chuleta de cordero y un pickle de nuez. Le gustaban mucho los pickles de nuez, señores. Dijo que siempre encontraba que, consumido sin vinagre, les gustaba la cerveza.

Los pickles de nueces también se mencionan en la novela Retorno a Brideshead de Evelyn Waugh.
El libro de cocina The Compleat Housewife (Londres, 1727) da una receta para «otra forma de encurtir nueces». Primero se sumergen en vinagre durante unos dos meses, luego se hierven en una solución de vinagre de alta calidad con aromas: semillas de eneldo, nuez moscada entera, granos de pimienta, macis y raíz de jengibre. Las nueces y el pepinillo hirviendo se vierten en una olla hasta que la mezcla se haya enfriado. Luego, las nueces se transfieren a una fuente con un diente de ajo grande tachonado de dientes, semillas de mostaza encima con especias, cubiertas con hojas de parra sobre las que se vierte el líquido de encurtido.
Los pickles de nuez se consumen comúnmente en Inglaterra, especialmente para Navidad acompañando un trozo de queso azul inglés como por ejemplo stilton. También se los usa en recetas, por lo general platos de carne.

## Producción
Los pickles de nueces se preparan con frutos de las tres variedades comunes de nuez: Juglans regia, la persa, real, inglesa o nuez común y Juglans nigra, la nuez negra o americana.
La primera etapa consiste en recoger las nueces mientras aún están verdes y antes de que se hayan cuajado las cáscaras. La mayoría de las recetas dicen en Gran Bretaña que finales de junio es el mejor momento para recogerlas. A continuación, se pinchan las nueces blandas con un tenedor y se sumergen en salmuera (agua salada) durante al menos diez días (para esta tarea se recomienda el uso de guantes de goma para proteger la piel). Las nueces se escurren y se dejan secar al aire. Remojar las nueces en salmuera provoca una reacción química y las nueces se vuelven de color marrón oscuro a negro cuando se exponen a la luz solar. Las nueces, ahora negras, se colocan en frascos y se vierte una solución de encurtido sobre ellas. Esto puede variar desde un simple vinagre encurtido hasta una solución que contenga especias y azúcar. Las nueces se sellan y luego se dejan en los frascos entre cinco días y ocho semanas, dependiendo de la receta que se siga.